# Terug van weggeweest
Terug van weggeweest (Frans: La Ribambelle reprend du service !) is het eerste stripalbum uit de nieuwe reeks van De Sliert, die de reeks van Jean Roba opvolgt. Het werd getekend door Jean-Marc Krings op een scenario van Zidrou en verscheen in 2011 in het Frans bij uitgeverij Dargaud. De inkleuring werd gedaan door Benoit Bekaert (BenBK). In 2016 verscheen de Nederlandse vertaling bij Arcadia.
Krings en Zidrou blijven trouw aan de personages en verhaallijnen van Roba, maar ze zijn wel mee geëvolueerd met de tijd: de mensen dragen moderne kleren, Archibald heeft in zijn kilt een mobiele telefoon en Hatsjie en Hatsja hebben een computerspelletje. Het album begon als een project van Zidrou en Krings voor één album. Ze hadden hiervoor aanvankelijk, in 2008, slechts een principeakkoord met uitgeverij Dargaud. Het werd later een volwaardig akkoord en het album kwam er in 2011. Hoewel het album eerst als one-shot bedoeld was, kwam in 2012 een tweede album uit: De Sliert in Japan.
Het album bevat kleine verwijzingen naar andere strips, zoals Asterix en Bollie en Billie: het veld van De Sliert wordt vergeleken met het dorp van Asterix, Billie jankt om het vernielen van zijn favoriete verlichtingspaal.

## Verhaal
De Kaaimannen hebben nog maar eens hun zinnen gezet op het terrein van De Sliert, het enige in de buurt waar ze geen controle over hebben. Na een zoveelste mislukte poging om op het veldje te komen, meet De Sliert de schade op. Ze hebben hun terrein echter een tijdje niet betreden en er is heel wat onderhoud nodig. Hun dierbaarste bezit, een oude bus die dienstdoet als clublokaal, blijkt helemaal versleten. Bij Archibald thuis bespreken ze wat ze met het wrak kunnen doen. James hoort wat flarden en denkt dat het over hem gaat.
Tannie wil vrouwelijke charmes op De Sliert afsturen om ze klein te krijgen. Hij schakelt zijn aantrekkelijke zus Valentine in als infiltrant. Ze wordt lid van De Sliert en krijgt een plattegrond met de vallen op het terrein, die ze aan de Kaaimannen geeft. Daarna probeert ze de leden van De Sliert tegen elkaar op te zetten, waar ze ook in slaagt. Ze krijgt echter spijt en biecht alles op. Ze kan bovendien nog een adres geven van een busverzamelaar die de bus van De Sliert misschien wil kopen. De man blijkt echter pas overleden en zijn weduwe wil van zijn verzameling af. In zijn verzameling zit onder andere ook een bus van dezelfde soort als de bus van De Sliert. Grenadine stelt voor om de bussen voorlopig op het veldje van De Sliert te plaatsen.
De Kaaimannen zijn intussen aan de slag gegaan met het plan dat Valentine hun gaf. Ze proberen de oude bus van De Sliert weg te halen met een kraan, in de hoop De Sliert zo een hak te zetten. Zij zijn echter blij, want zo zijn ze van hun bus af.
De bussen van de overleden verzamelaar worden uitgestald op het veldje van De Sliert. Hun oude bus is vervangen door het exemplaar van de verzamelaar, dat zich bovendien in uitstekende staat bevindt.